# 台北市立松山国民小学
台北市立松山国民小学（しょうざん/ソンシャンこくみんしょうがく、ピンイン：Sōngshān、注音: ---）、Taipei Municipal Song Shan Primary School）は、台湾台北市にある国民小学。

## 沿革
松山国小の起源は松山地区で最も早く1898年7月に開校した「錫口公学校」に遡ることができる。1920年に「松山公学校」と改称された。1941年に「松山国民学校」と改称された。1968年の義務教育9年制度への改革に伴い「台北市立松山国民小学」と改称されて現在に至っている。